# Prima Facie
Prima Facie és una actuació d’una sola dona de Suzie Miller. La trama segueix a Tessa, una advocada defensora la visió del sistema legal de la qual canvia després de ser agredida sexualment. L'espectacle va ser nominat a cinc premis Laurence Olivier, amb victòries a la millor obra nova i a la millor actriu per a Jodie Comer, que posteriorment va guanyar un Premi Tony pel mateix paper a Broadway.
Miller va reelaborar l'obra en una novel·la el 2023.

## Argument i temes
L'obra tracta d'una advocada especialitzada en la defensa d'homes acusats d'agressió sexual, i després és agredida ella mateixa. Els temes inclouen com els testimonis en casos d'agressions sexuals han de proporcionar proves clares per una condemna que cal assegurar.

## Produccions

### Austràlia (2019)
Prima Facie es va estrenar el 2019 al Stables Theatre de Sydney, Austràlia. La producció, dirigida per Lee Lewis i protagonitzada per Sheridan Harbridge, va tenir lloc del 17 de maig al 22 de juny. Va guanyar els Premi AWGIE de Drama 2020 i el Premi Major AWGIE 2020 de l'Australian Writers' Guild. Aquesta producció es va tornar a repetir el 2021, presentada per Griffin Theatre Company i el Seymour Centre i de nou el 2023, a la Melbourne Theatre Company.

### West End (2022)
L'obra es va estrenar al West End el 2022, al Harold Pinter Theatre, amb Jodie Comer protagonitzant Tessa. Va obrir el 15 d'abril i va tancar el 18 de juny. La cantant i compositora anglesa Self Esteem va compondre la banda sonora de la producció del West End, que va publicar digitalment el 14 de juny de 2022. En una ressenya de la producció, The Guardian va dir dels missatges de l'obra, "hi ha poder en escoltar-los parlar en un escenari del West End, i Comer aconsegueix infondre alè emocional a cada darrera paraula."
La producció del West End es va associar amb el Schools Consent Project, una organització benèfica que visita escoles per ensenyar sobre el consentiment sexual. Com a part d'aquesta associació, Prima Facie va donar entrades gratuïtes a grups escolars i va recaptar diners per a caritat.
A partir del 21 de juliol de 2022, NT Live va mostrar una representació filmada de l'obra al Harold Pinter Theatre als cinemes de tot el món.
L'espectacle va guanyar les tres categories en què va ser nominat als Premis WhatsOnStage 2023: Millor obra de teatre, Millor intèrpret en una obra de teatre (per a Comer) i Millor disseny gràfic. Va rebre nominacions en cinc categories dels Premis Laurence Olivier 2023: Premi Laurence Olivier a la millor obra novell,  Millor actriu (per a Comer), Millor director (per a Justin Martin), Millor disseny d'il·luminació (per a Natasha Chivers) i Millor disseny de so (per a Ben i Max Ringham). De cinc nominacions, l'obra va rebre dos premis: Millor obra novell i Millor actriu.

### Broadway (2023)
La producció del West End es va estrenar a Broadway a la primavera de 2023. L'espectacle va començar les preestrenes l'11 d'abril de 2023 al Golden Theatre i es va inaugurar oficialment el 23 d'abril de 2023, programat per a una funció estrictament limitada. El programa va rebre ressenyes majoritàriament positives per part de la crítica. Originalment, l'espectacle estava programat fins al 10 de juny de 2023, però es va ampliar. L'espectacle va fer la seva darrera actuació el 2 de juliol de 2023.
Jodie Comer va guanyar als Premis Tony 2023 el Millor actriu en una obra de teatre per la seva actuació.

### Altres produccions notables
Una adaptació turca dirigida per Hakan Atalay i amb Olcay Yusufoğlu com a Tessa es va estrenar a Fashion Scene (Moda Sahnesi) el 4 de gener de 2022.
Una adaptació espanyola dirigida pel peruà Juan Carlos Fisher i amb Vicky Luengo interpretant a Tessa es va estrenar a Teatros del Canal el 31 d'agost de 2023. Originalment estava previst que estigués en cartell fins al 17 de setembre de 2023. Una adaptació islandesa dirigida per Þóra Karítas Árnadóttir i amb Ebba Katrín Finnsdóttir protagonitzada per Tessa es va estrenar al Teatre Nacional d’Islàndia el 17 de novembre de 2023. New Zealand adaptation starring Acushla-Tara Kupe as Tessa it premiered in Auckland L'adaptació holandesa de l'Internationalaal Theatre Amsterdam protagonitzada per Maria Kraakman com a Tessa es va estrenar a Haarlem el 30 de novembre de 2023.
Una adaptació alemanya protagonitzada per Mercy Dorcas Otien es va estrenar el setembre de 2023 al Deutsches Theatre de Berlín. quella producció es va reestrenar el gener/febrer de 2024.

## Càsting
| Personatge   | Melbourne          | West End    | Broadway    |
| Personatge   | 2019               | 2022        | 2023        |
| ------------ | ------------------ | ----------- | ----------- |
| Tessa Ensler | Sheridan Harbridge | Jodie Comer | Jodie Comer |

## Banda sonora
La implicació de Self Esteem es va anunciar per primera vegada el 7 de febrer de 2022. L'àlbum de la banda sonora es va publicar digitalment el 14 de juny, amb un vinil vermell publicat el 2 de desembre. Self Estiem va descriure la seva connexió amb el material per dient que l'obra "tracta qüestions similars" com el seu àlbum anterior Prioritise Pleasure, i que l'obra és, "en el fons... un examen de com pot ser ser una dona avui dia: les inseguretats a les quals s'enfronta, el desamor, el sexisme, la misogínia, que se li digui que es vegi i es comporti d'una determinada manera". També va assenyalar l'esperança que la seva participació convidi a l'espectacle persones que d'una altra manera se senten alienades del teatre.
Nick Curtis del diari Evening Standard va qualificar la banda sonora d'"evocadora" i "dirigida pel batec del cor",mentre que Arifa Akbar de The Guardian va escriure que "evoca[s] els sons ambient electrònic d'un bar de platja d'Eivissa."

### Llista de cançons
Totes les cançons foren escrites i compostes per Rebecca Lucy Taylor. 
| 1.            | «The Winner»                      | 3:27  |
| 2.            | «To See From Here»                | 3:42  |
| 3.            | «Chambers»                        | 3:43  |
| 4.            | «Chambers Continued (How Cliche)» | 1:35  |
| 5.            | «The Process»                     | 3:17  |
| 6.            | «Day In»                          | 3:04  |
| 7.            | «Perfect 2 Me»                    | 3:06  |
| 8.            | «Day Out»                         | 2:07  |
| 9.            | «To See From Here (Reprise)»      | 2:38  |
| 10.           | «Day Through»                     | 2:00  |
| 11.           | «Perfect 2 Me (Reprise)»          | 2:15  |
| 12.           | «Second Place (Cab Rank Rule)»    | 4:16  |
| 13.           | «Lean Back and Think of Justice»  | 3:51  |
| 14.           | «Cross Examination»               | 1:48  |
| 15.           | «I Have No Power Here»            | 3:53  |
| 16.           | «How Dare You»                    | 1:49  |
| 17.           | «To See From Here (Reprise 2)»    | 3:39  |
| 18.           | «1 in 3 (I'm Fine)»               | 4:03  |
| Durada total: | Durada total:                     | 54:13 |

### Personal
- Rebecca Lucy Taylor - compositora, veu (1–6, 8–18), productora, programadora
- Taylor Skye - productor, piano (2, 11, 17, 18), sintetitzador (5, 18), compositor (5), veu (7)
- Cicely Balston – mastering
- Eduardo de la Paz – mescla
- Matthew Skillington - veu (7)
- Sophie Galpin – guitarra (7)

## Adaptació cinematogràfica prevista
El 15 de maig de 2023, es va anunciar que l'obra s'adaptaria com a pel·lícula amb l'actriu Cynthia Erivo que interpretaria el paper de Tessa. Suzie Miller ampliarà el guió de les produccions escèniques originals. L'adaptació cinematogràfica serà dirigida per Susanna White. Encara s'ha d'anunciar més informació i una data d'estrena.

## Premis i nominacions

### Producció West End 2022
| Any  | Premi                   | Categoria                     | Nominat                   | Resultat  |
| ---- | ----------------------- | ----------------------------- | ------------------------- | --------- |
| 2023 | Premis Laurence Olivier | Millor obra nova              | Millor obra nova          | Guanyador |
| 2023 | Premis Laurence Olivier | Millor actriu                 | Jodie Comer               | Guanyador |
| 2023 | Premis Laurence Olivier | Millor director               | Justin Martin             | Nominat   |
| 2023 | Premis Laurence Olivier | Millor disseny d'il·luminació | Natasha Chivers           | Nominat   |
| 2023 | Premis Laurence Olivier | Millor disseny de so          | Ben Ringham i Max Ringham | Nominat   |

### Producció de Broadway 2023
| Any  | Premi                       | Categoria                                               | Nominat                                  | Resultat  |
| ---- | --------------------------- | ------------------------------------------------------- | ---------------------------------------- | --------- |
| 2023 | Premis Tony                 | Millor actriu protagonista en una obra de teatre        | Jodie Comer                              | Guanyador |
| 2023 | Premis Tony                 | Millor disseny escènic d'una obra de teatre             | Miriam Buether                           | Nominat   |
| 2023 | Premis Tony                 | Millor disseny d'il·luminació d'una obra de teatre      | Natasha Chivers                          | Nominat   |
| 2023 | Premis Tony                 | Millor disseny de so d'una obra de teatre               | Ben i Max Ringham                        | Nominat   |
| 2023 | Premi Drama Desk            | Obra destacada                                          | Obra destacada                           | Nominat   |
| 2023 | Premi Drama Desk            | Excel·lent interpretació en solitari                    | Jodie Comer                              | Guanyador |
| 2023 | Premi Drama Desk            | Disseny d'il·luminació excepcional d'una obra de teatre | Natasha Chivers i Willie Williams        | Guanyador |
| 2023 | Drama League Awards         | Premi d'actuació distingida                             | Jodie Comer                              | Nominat   |
| 2023 | Drama League Awards         | Producció destacada d'una obra de teatre                | Producció destacada d'una obra de teatre | Nominat   |
| 2023 | Outer Critics Circle Awards | Destacada actuació solista                              | Jodie Comer                              | Guanyador |
| 2023 | Theatre World Award         | Theatre World Award                                     | Jodie Comer                              | Honorada  |